# Арух

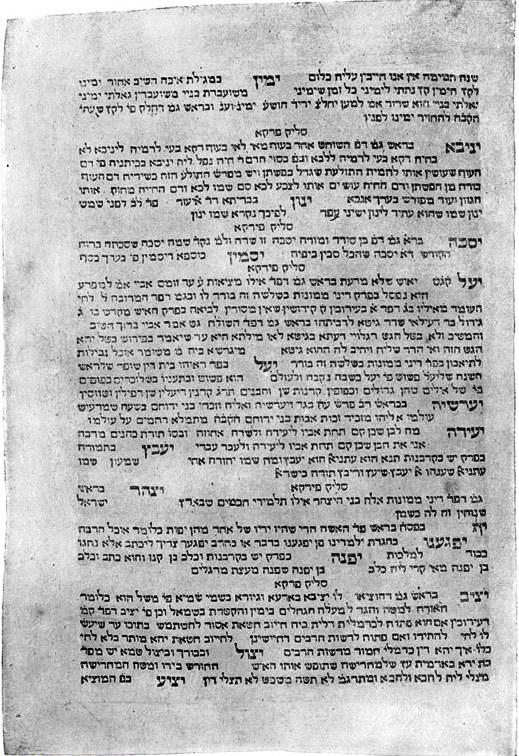
Страница из лексикона «Арух» Натана Римского

Арух (ивр. ערוך‎) — еврейский термин для обозначения «словаря»; в частности «Aрухом» обычно именуется большой талмудический словарь, составленный Натаном бен-Иехиелем из Рима (1035—1106). Лексикон Натана Римского стал ключом к Талмуду и основанием для позднейших лексикографов. Впоследствии появился целый ряд сокращённых изданий словаря под заглавием «Aruch ha-Kazer» («Сокращённый Арух»).
Впервые талмудический арух составлялся ещё в конце IX-го столетия Цемахом бен-Палтаи, пумбедитским гаоном (главой Пумбедитской талмудической академии); от этого труда сохранились лишь малые отрывки.
Первый библейский арух был составлен в XII веке Соломоном ибн-Пархон из Арагонии под заглавием «Machbereth ha-Arak».

## Этимология
«Арух» — термин в целом соответствует арабскому «ta’alit» и происходит от библейского выражения ивр. «וְלֹא-עָרַךְ אֵלַי מִלִּין»‎ (Иов. 32:14) — «излагать слова в стройном порядке» (в синодальном переводе — «Если бы он обращал слова свои ко мне, то я не вашими речами отвечал бы ему»).

## Арух Натана Римского

### История
Большой талмудический словарь (арух) был закончен Натаном бен-Иехиелем из Рима (1035—1106) в феврале 1102 года. Чуть позже из этого обширного труда были сделаны извлечения для более широкого круга читателей, — эти компендии снабжались толкованиями неясных слов и выражений на новых языках и носили название «Sefer ha-Aruch ha-Kazer» («Coкращённый Арух»). Ими пользовались Себастиан Мюнстер (1489—1552), Рейхлин (1455—1522) и другие христианские учёные.
Первое издание Аруха Натана Римского вышло без обозначения времени и места приблизительно в 1477 году; оно согласно с текстом бреславльской рукописи и стало библиографической редкостью. С тех пор книга выдержала несколько изданий. Сличая эти издания с цитатами, приведёнными y древних авторов, следует признать, что последние имели перед собой более полный Арух.
Издание XIX века: Нью-Йорк, 1877—1891.

### Содержание
Арух pаввина Натана объясняет не только слова, но и предметы, о которых в каждом данном случае идёт речь и представляет в то же время этимологический и реальный лексикон, дающий краткое понятие о предметах. Объяснение слов и сведения о восточных обычаях большей частью взяты y древних гаонов, которые жили в Персии. При этом толкование слов, встречающихся в Мишне в отделах «Зраим» и «Техарот», заимствовано автором из комментария р. Гая-гаона к этим отделам; толкование же слов из трактата «Псахим» взято из комментария раввина Хананеля; наконец, объяснения слов из трактата «Баба Батра» заимствованы из комментария р. Гершома. Все толкования приведены без указания имён авторов, — возможно, что автор в несохранившемся предисловии уточнял, что большинство его объяснений заимствовано y гаонов.
Труд заканчивается стихом: «Бог одарил меня советом и разумом, направив на правильный путь, чтобы изложить в алфавитном порядке то, что я слышал, видел и уразумел ».
Пользование Арухом затрудняется тем, что его составитель, как и большинство современных ему итальянских и германских учёных, полагал, что еврейские слова происходят от одно- или двухбуквенных корней, из чего вытекало не совсем привычное сегодня размещение слов; напр. הנט помещено не под корнем ננט, a под נט, ודאי под корнем דד = ודה, ידה.

### Значение и дополнения
Арух имеет как лексикографическое, так и библиографическое значения: многие древние произведения приводятся там в первый раз. Многие толкования гаонов были бы утеряны, если бы не были приведены в Арухе. Книга — весьма важный источник для восстановления древних текстов, в особенности Мидрашей; также она облегчает нахождение источника талмудического и мидрашитского изречения по любому слову, сохранившемуся в памяти читателя.
Дополнения к Аруху были составлены: Самуилом бен-Яков Джамой (XIII век), Танхумом бен-Иосиф Иерусалимским (XIII в.) и Авраамом Закуто (XV в.).

### Критика
Критическое издание Аруха Натана Римского выпущено Александром Когутом в 8 томах с обширным введением и дополнениями.